# PAUP
PAUP*是自从2000年左右以来使用最广泛的种系发生演算软件包。由于其独特的命名方式（读作Paup Star），也常常被“误称”为PAUP。PAUP是Phylogenetic Analysis Using Parsimony的缩写。PAUP*是一个收费的软件。

### 作者
美国佛罗里达州立大学的David Swofford。

### 运行平台
PAUP*最开始只是为苹果Macintosh系统设计。后来被移植到Windows平台。截至2006年11月为止，完整的用户界面也只能在Mac OS 9和Mac OS X的Classic环境下运行。Windows版本有一个简单的用户界面。而portable版本，即设计给Unix／Linux系统使用的版本，只有命令行字符界面。根据作者David Swofford 2006年5月在美国亚利桑那州的坦佩召开的GEB2006（Genomics, Evolution and Bioinformatics 2006）会议上的报告，为Windows和Mac OS X所设计的完整用户界面正在开发中，预计2006年内会发布。但是截至2008年11月，新版本都还没有发布出来。目前使用Intel处理器的苹果计算机可以联系销售商，下载portable版本。

## 类似软件
- Phylip
- PAML
- MEGA
- MrBayes